# Lilian Bach
Lilian Bola Bach es una actriz y modelo nigeriana.

## Biografía
Bach nació en la isla de Lagos, en una familia conformada por una madre yoruba y padre polaco. Como resultado de la profesión de su padre, vivió en diferentes partes del país durante sus años de formación, asistiendo a la Escuela Infantil del Ejército, Port Harcourt e Idi Araba Secondary School. Se especializó brevemente en artes teatrales en la Universidad de Lagos.  Su padre falleció cuando ella tenía 10 años.

## Carrera
Saltó a la fama en la década de 1990 como modelo. También compitió en el concurso Most Beautiful Girl in Nigeria y participó en comerciales de televisión, convirtiéndose en el rostro de Delta. Debutó como actriz en 1997, protagonizando películas de Nollywood en yoruba e inglés.

## Filmografía seleccionada
- Eletan (2011)
- High Blood Pressure (2010)
- Eja Osan (2008)
- Angels of Destiny (2006)
- The Search (2006)
- Joshua (2005)
- Mi ose kogba (2005)
- A Second Time (2004)
- Big Pretenders (2004)
- Ready to Die (2004)
- Broken Edge (2004)
- Lost Paradise (2004)
- Ogidan (2004)
- The Cartel (2004)
- True Romance (2004)
- Market Sellers (2003)
- Not Man enough (2003)
- Outkast (2001)
- Married to a Witch (2001)